# 호아목 전투
호아목 전투 (Battle of Hòa Mộc, 1885년 3월 2일)는 청불 전쟁 중 청나라군과 프랑스군 사이에 가장 치열하게 싸운 전투였다. 막대한 희생을 내며 로랑 조바니넬리 대령의 통킹 원정군 1여단은 포위된 프랑스 주둔지 뚜옌꽝으로 가는 길을 가로막고 있는 흑기군과 운남군을 격파했다.

## 배경
1885년 2월, 랑선 원정에서 랑선을 점령한 프랑스군은 뚜옌꽝의 고립된 소규모 프랑스 수비대를 구원하기 위해 상당한 병력을 서쪽으로 더 이동시킬 수 있었다. 뚜옌꽝은 1884년 11월 류융푸의 흑기군과 당경숭의 운남군에 의해 포위되어 있었다. 뚜옌꽝의 포위 공격은 청불 전쟁 중 가장 도발적인 대립이었다. 청나라와 흑기군은 체계적으로 프랑스 진지를 약화시켰으며, 1885년 1월과 2월에는 지뢰로 외곽 방어를 뚫고 일곱 차례 공격을 가했다.뚜옌꽝 요새에는 400명의 군단병, 200명의 통킹 보조병들을 대대장 에드몽 도미네가 지휘하고 있었고, 그들의 진지를 공격하려는 모든 시도를 물리쳤다. 그들은 병력의 3분의 1 이상(50명 사망, 224명 부상)을 상실했지만, 압도적인 병력에 대항하여 영웅적인 방어를 유지하고 있었다. 그러나 2월 중순이 되자 뚜옌꽝은 당장 구원하지 않으면 무너질 것이 명약관화해졌다.

## 2여단의 구원
호아목 전투는 뚜옌꽝 포위 공격을 완화시키기 위해 벌어진 전투였다. 1885년 2월 13일, 랑선을 점령한 후, 루이 브리에르 드 리즐 장군은 친히 조반니넬리 대령의 1여단을 이끌고 뚜옌꽝의 구원에 나섰다. 여단은 식량과 탄약을 보충한 후 2월 17일에 랑선을 떠나 컷, 타인머이, 꺼우선, 박레를 통해 만다린 로드를 따라 하노이로 귀환했다. 1884년 6월, 박레 매복에서 사망한 프랑스 병사들에게 경의를 표하기 위해 박레에서 잠시 멈추었다가, 조바니넬리의 병사들은 껩, 풀랑트엉과 답꺼우의 프랑스 기지를 통해 하노이로 돌아갔다. 여단은 2월 22일 저녁 하노이에 도착했다. 랑선에는 3,000명의 병력을 남겨 두었지만, 낙오병들로 인해 6분의 1이 줄었고 뚜옌꽝에서 구호 작전을 시작할 무렵에는 2,400명 정도였다. 통킹 선단의 5척 포함(에끌레르, 앙리 리비에르, 베르테 드 빌라르, 물랑 및 트롬브)이 조바니넬리의 병력을 하노이에서 홍강과 로강으로 운송했다. 그들은 여단을 뚜옌꽝의 남서쪽 50km 지점에 있는 로강의 푸도안 프랑스 기지 근처 해안에 내렸다.
여단은 2월 24일 푸도안에서 선떠이와 흥호아의 수비대에서 뽑은 2개의 임시 보병대(1,000명)에 의해 증원되었다. 중령 드 모시옹의 지휘 아래 알제리 소총병과 해병대 보병과 외인부대의 이 혼성 병력은 2월 21일 흥호아에서 출발했다. 구원 부대는 이제 3,400명에 이르렀다.

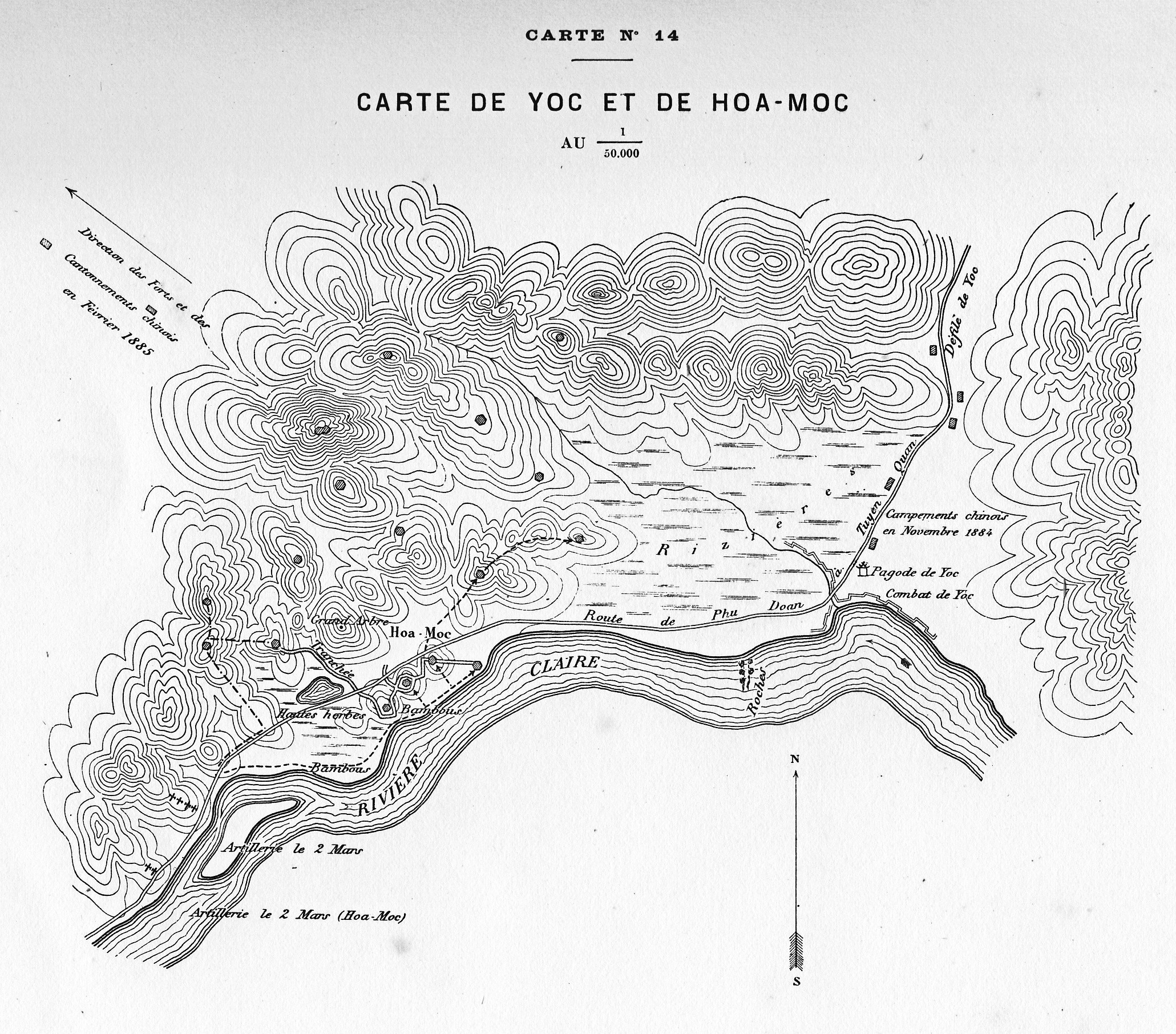
호아목 전투의 지도, 1885년 3월 2일

2월 27일, 조바니넬리의 부하들은 푸도안에서 뚜옌꽝으로 가는 가장 직접적인 경로인 유옥 협곡으로 향했다. 프랑스군은 청나라군과 흑기군이 호아목 마을 근처의 유옥 협곡에서 강력한 방어 기지를 구축했다는 것을 알고 있었다. 이론적으로 프랑스 부대가 손강(Sông Son)을 따라 북서쪽으로 전진하여 서쪽에서 뚜옌꽝으로 접근한다면 이 차단 기지를 피할 수 있었다. 브리에르 드 리즐과 조바니넬리는 호아목 요새를 우회하기 위해 측면 행진을 할 가능성을 고려했지만, 기각했다. 부대가 로강에서 내륙으로 행진한다면, 포함의 지원을 받지 못할 것이었다. 또한 후방을 노출시켜 호아목의 적 부대로부터 잠재적으로 치명적인 반격을 받을 수도 있었다. 험하다고 보고된 길을 따라 알려지지 않은 시골을 통해 행군은 진행될 예정이었다. 어떤 길을 선택하던 전투를 치루지 않고 뚜옌꽝에 도착할 수는 없는 노릇이었다. 우회 행군이 성공하더라도 부대는 여전히 칼라인이나 푸안빈 주변의 운남군 포위선을 뚫고 나가야하며, 이곳도 호아목 진지만큼이나 잘 방비된 곳이라는 보고를 받았다.
브리에르 드 리즐과 조바니넬리는 유옥 협곡을 통해 뚜옌꽝에서 직접 전진하기로 결정했고, 호아목의 방비를 하게 했다. 이 길은 1884년 11월 자크 뒤센 대령의 부대가 유옥 전투 때 가봤던 길이었고, 프랑스군은 적어도 그 땅의 지세를 알고 있었다. 조바니넬리는 부하들에게 자신이 ‘알려진 길’로 그들을 인도하고 있다고 말했다.
2월 28일 여단은 손강을 건너 유옥 협곡 입구에 있는 호아막 마을 아래 5km 지점에 진을 쳤다. 그곳에서 그들은 예상대로 뚜옌꽝로 가는 길이 강력한 청나라 수비 기지로 막혔음을 발견했다.

## 교전 상대

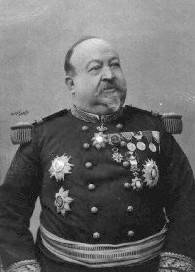
앙제 로랑 조바니넬리 대령 (1839–1903)

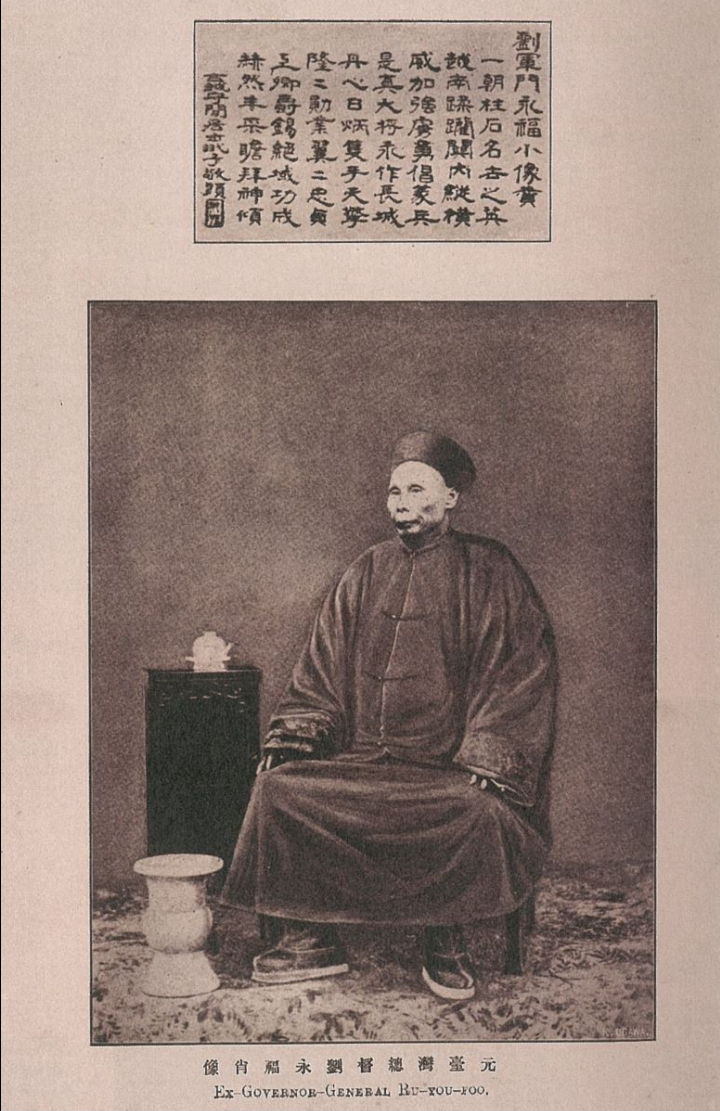
유영복 (1837–1917)

조바니넬리의 증원된 1여단은 7개의 보병 대대(마이아와 람비네의 해병대 보병 대대, 드 미비엘르와 꼬모이의 알제리 소총병 대대, 또노의 통킹 소총병 대대 및 모시옹의 2개 혼성 대대)와 2개의 해병대 포병(주르디 대위)로 구성되었다.
얕은 강바닥을 따라 선박을 운송하는 포함 선원들의 최선의 노력에도 불구하고 프랑스 포함 선단은 호아막까지 로강을 올라갈 수 없었다. 그들의 부재는 프랑스 장교들에 의해 심각한 손실로 인식되었다. 포함 선단이 있었다면, 그들은 1883년 9월 팔란 전투에서 했던 것처럼, 흑기군 기지 너머의 로강을 항해하여 뒤에서 그들을 덮칠 수 있었을 것이다.
뚜옌꽝으로 가는 길을 막은 청나라군과 흑기군은 유영복(루우빈푹, 베트남어 발음이 프랑스군에게 알려졌기 때문에)의 개인적인 지휘하에 있었고, 약 6,000명의 병력이 있었다. 그들은 앞뒤로 3열의 참호를 하나씩 차지하고 있었고, 측면 동쪽은 로강이, 서쪽은 지나갈 수 없는 산악 지형이 있었다. 천혜의 지형에 기지를 세웠기 때문에, 프랑스군은 정면으로 공격하는 것 외에는 선택의 여지가 없었다. 프랑스군의 유일한 장점은 포병이었는데, 조반니넬리가 언덕 꼭대기에 배치한 대포는 적의 참호 속으로 발사할 수 있었다.

## 전투

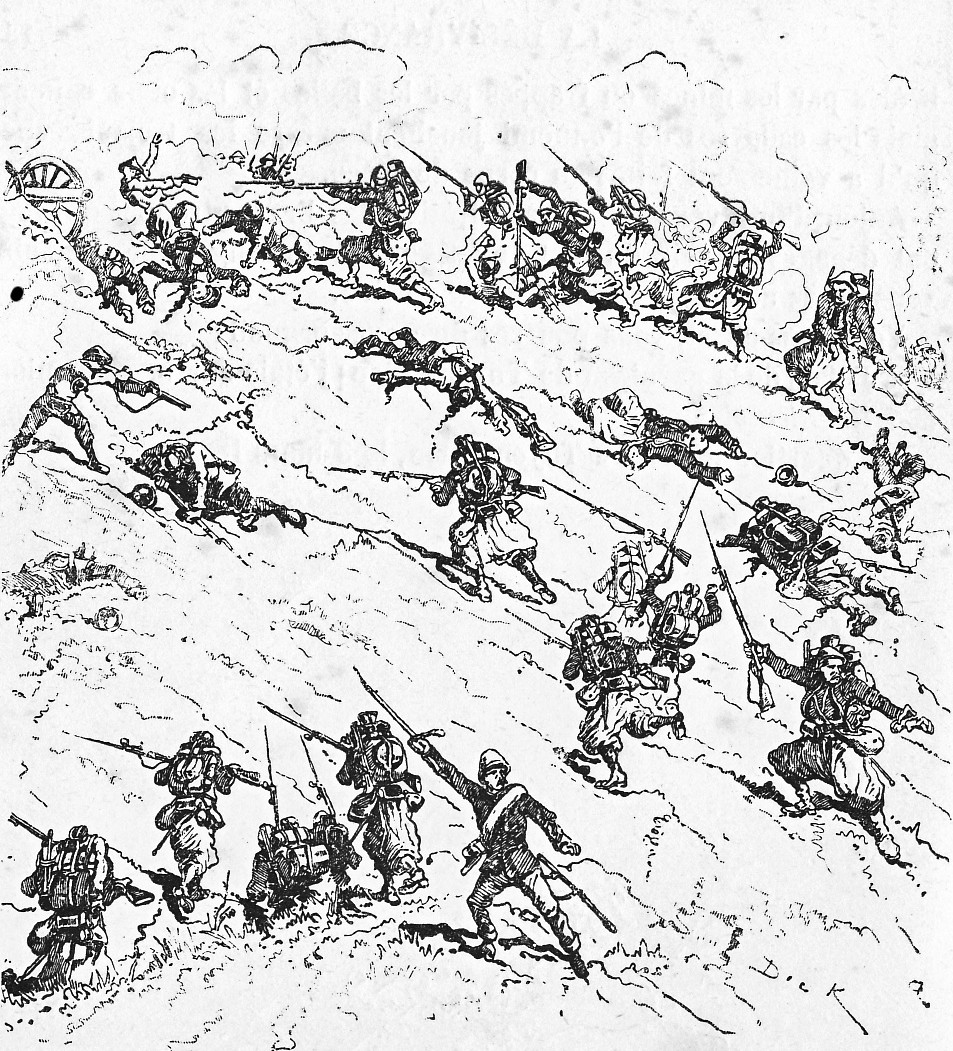
꼬모이의 알제리 소총병이 호아목에서 청나라군 기지를 습격했다. 1885년 3월 2일

프랑스군은 1885년 3월 2일 아침 늦게 청나라군과 흑기군 기지에 접근했다. 적의 깃발은 넘어져있고, 청나라 참호는 황폐해 보였다. 프랑스군은 참호를 포격했지만, 인기척이 없었으므로 조바니넬리는 통킹 소총병 소대를 보내 적의 사격을 유도했다. 통킹 소총병은 직사거리에서 30명 중 20명이 죽거나 부상을 입은 살인적인 일제사격을 당했다.
호아목 진지가 점령된 것을 확인한 조반니넬리는 오후 일찍부터 중국 수비선의 왼쪽 측면을 공격했다. 첫 공격은 대대장 꼬모이가 이끄는 알제리 소총병 대대가 실시하였다. 청나라군은 참호 앞에서 지뢰를 폭발시켜 공격하던 알제리 소총병 수십명을 사상시켜 공격을 무산시켰다. 대대의 중대 지휘관 중 한 명인 롤랑드(Rollandes) 대위가 이 공격으로 사망했다.
두 번째 프랑스 공격은 오후 중반에 대대장 마히아의 해병대 대대에 의해 이루어졌다. 이 공격은 정확한 근거리 소총 사격을 맞아야 했으며, 사상자도 많이 발생했다. 조바니넬리는 람비네의 해병대 보병 대대로 공격수들을 증원했으며, 세 번째이자 마지막으로 강공을 가했다. 이번에는 프랑스군이 돌파하여 적 전방 참호의 많은 부분을 차지했다. 이들의 집중을 분산시키기 위해, 유영복은 프랑스 좌익에 대한 반격에 나섰지만, 프랑스 예비병력에 의해 큰 손실을 입고 쫓겨났다.

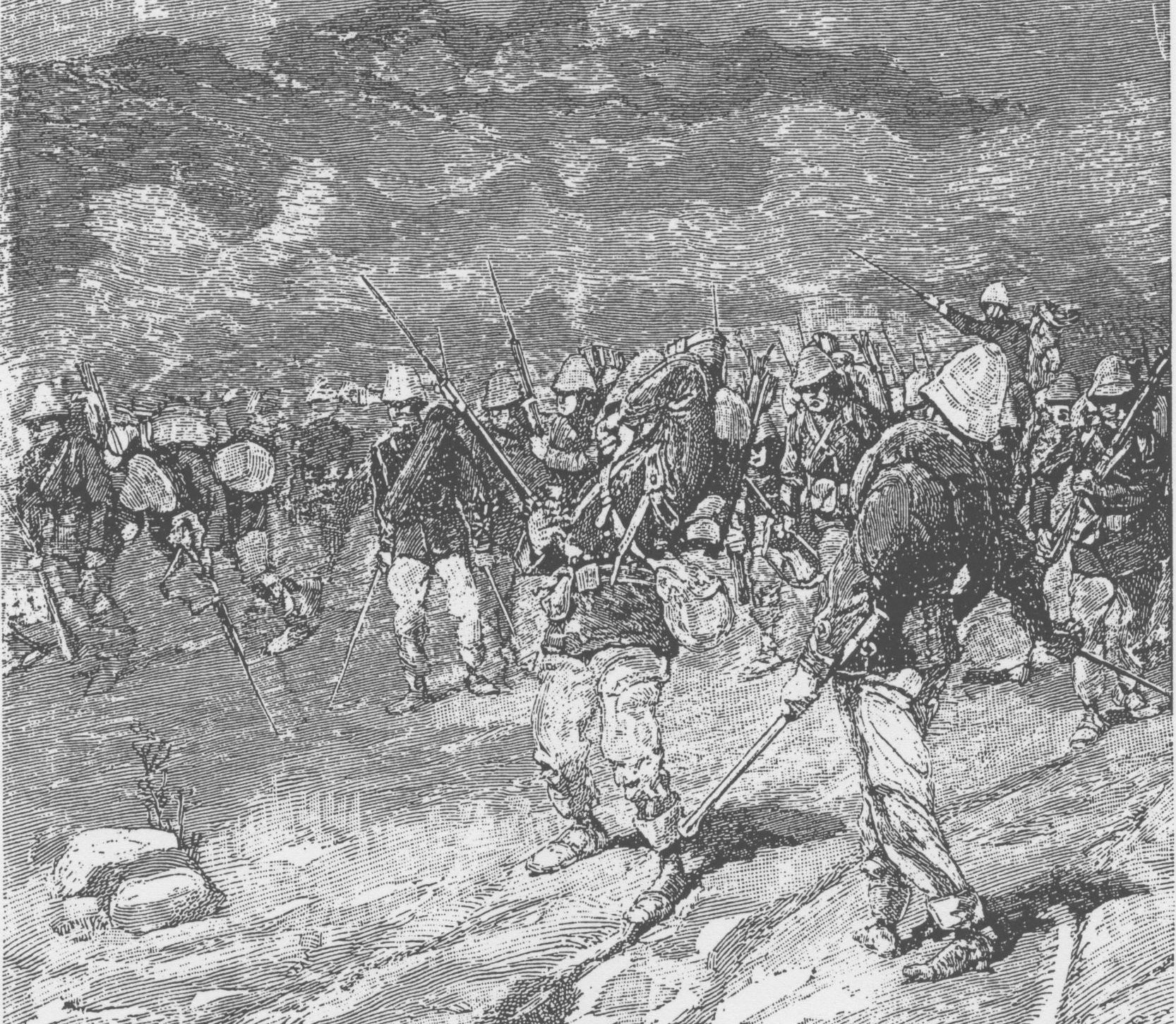
마이아 대대의 해병대 대대의 공격 실패

프랑스군은 오후 전투에서 약간의 전진을 했지만, 엄청난 사상자가 났고, 다음날에 아침에 여단이 돌파할 수 있을지도 확실하지 않았다. 람비네의 해병대 보병 대대의 위게(Huguet) 중위에 따르면 브리에르 드 리즐 장군과 조바니넬리 대령은 적의 격렬한 저항에 흔들렸고 패배의 가능성을 고려하고 있었다.
| “ | 총사령관은 둑 뒤 앉아 있었고, 불안해하며, 머리를 감싸고, 참모들에 둘러싸여서, 아마도 언제 퇴각해야 할지 고민하고 있었을 것이다. 가장 비천한 병사의 목숨을 자기 목숨처럼 소중하게 여기던 조바니넬리 대령은 핏자국이 난 들것이 줄을 지어 지나가는 것을 보며 창백하게 떨면서 계속 목이 메는 소리로 외치고 있었다. “내 새끼! 불쌍한 내 새끼들!” 총알은 가까운 허공에서 쉴새없이 휘파람을 불며 날아갔고, 장미 덤불, 대나무 숲 안, 적의 방책에 기댄 부상자들의 신음소리는 더욱 뚜렷하게 들렸다. | ” |

3월 2일 밤, 청나라와 흑기군은 잃어버린 참호를 되찾기 위해 반격을 했지만, 꼬모이의 알제리 소총병들은 착검을 하고 악착같이 백병전을 벌여 물리쳤다.
3월 3일 아침, 조바니넬리는 자신의 예비 병력을 데려와서 여단 전체에 적의 손아귀에 있는 참호선을 공격하도록 명령했다. 프랑스군 보병은 빠른 걸음으로 전진한 다음, 돌격을 가속했고, 직격 범위에 들어서자 집중 포화를 당할 것으로 예상했다. 대신, 그들이 발견한 것은 적들이 버린 참호였다. 청나라군과 흑기군은 새벽이 되기 전에 기지를 떠나 뚜옌꽝으로 가는 길로 떠났다.

## 결과와 영향
호아목에서 프랑스군 사상자는 76명이 사망하고, 408명이 부상을 입었다. 이것은 청불 전쟁에서 프랑스군이 기록한 가장 높은 사상자율이었고, 하루 만에 기록된 가장 큰 손실이었다. 사상자 중에는 사망하거나, 중상을 입은 6명의 장교(대위 롤랑드, 타이랑, / 중위 앙바, 모스네, 드 리투왈, / 브렁 소위)와 21명의 부상을 당한 장교가 있었다. 21명의 부상자 중 3명(부르기뇽, 샤누 대위와 페어 소위)은 이후 부상이 악화되어 사망했다. 가장 큰 손실은 마히아(Mahias)의 해병대 보병 대대가 입었다. 1884년 12월 26일에 대대는 600명, 19명이었다. 누이밥 전투(1885년 1월 4일)와 랑선 원정의 사상자(1885년 2월)가 상대적으로 가벼웠지만, 호아목 전투 이후에는 307명의 남자와 6명의 장교가 남아있었다. 프랑스군 부상자들은 포함을 타고 하노이로 철수했지만, 나중에 그들 중 많은 병력들이 답꺼우와 티꺼우의 밀집된 군 병원에서 부상으로 사망했다.
혹독한 대가를 치렀지만, 조바니넬리의 승리로 뚜옌꽝으로 향하는 길이 개척되었다. 운남군과 흑기군은 포위를 풀고 서쪽으로 철수했으며, 3월 3일에 구원 부대에 입성했다. 브리에르 드 리즐은 통지문으로 심한 압박을 받았던 수비대의 용기를 칭찬했다. “오늘은, 제군들이 그런 혹독한 대가를 치렀지만, 그대들을 구원해준 병사들을 존경하라! 내일은, 모든 프랑스가 제군들에게 박수를 보낼 것이다!”
프랑스 국민들은 실제로 대대장 마르크 에드몽 도미네의 뚜옌꽝 방어에 박수를 보냈으며, 결국 프랑스에서 청불 전쟁의 결정적인 이미지가 되었다. 포위된 수비대를 구하기 위해 싸운 호아목 전투는 그다지 잘 알려지지 않았기 때문에, 일부 참전 군인들은 자신의 업적이 대중의 기억에서 빨리 사라져버리자 불만을 토로했다. 그들은 1885년 3월 5일 브리에르 드 리즐이 1여단에 발송한 통지문에서 최대한의 위로를 얻었다.
| “ | 제군들은 방금 원정군의 연대기에 영광스러운 페이지를 추가했다. 추에서 랑선까지의 행군에서 승리를 거둔 후 나는 제군들에게 충분한 휴식을 주지도 않고 새로운 노력을 요구했고, 이끌어야 할 의무를 지게 되었다. 랑선에서 하노이, 그리고 로강까지 가는 행군에서 보여준 에너지는 새로운 임무의 중요성을 충분히 인지하고 있음을 보여주었다. 3월 2일, 제군들은 가장 끔찍한 난관을 딛고 난공불락의 방어선의 단지 안에 자리잡은 운남에서 내려온 청나라군을 만났다. 모두 유영복의 도적들로 증원된 적들은 뚜옌꽝으로 가는 제군들의 길을 막을 수 있을 것이라고 자랑스럽게 생각하며, 맹렬하게 포위하고 있었다. 제군들은 적들의 수를 상관 않고, 거의 24시간 동안 계속된 투쟁 끝에, 호아목의 기지를 공격하여 점령했다. 결과는 제군들의 희생을 정당화시켰다. 3월 3일에 제군들은 방금 제군들의 용기와 맞먹는 영웅적인 수비대의 용감한 병사들과 악수를 했다. 모두에게 경의를 표하는 바이다! | ” |

## 참고자료
- Hubert, C., Le colonel Dominé – Algérie, Armée de la Loire, Tonkin, Défense de Tuyen-Quan 1885 (Paris, 1938)
- Huguet, E, En colonne: souvenirs d'Extrême-Orient (Paris, 1888)
- Lecomte, J., La vie militaire au Tonkin (Paris, 1893)
- Lecomte, J., Lang-Son: combats, retraite et négociations (Paris, 1895)
- Lung Chang [龍章], Yueh-nan yu Chung-fa chan-cheng [越南與中法戰爭, Vietnam and the Sino-French War] (Taipei, 1993)
- Nicolas, V., Livre d'or de l'infanterie de la marine (Paris, 1891)
- Thomazi, A., Histoire militaire de l'Indochine français (Hanoi, 1931)
- Thomazi, A., La conquête de l'Indochine (Paris, 1934)